# Señor Cautivo (Tambogrande)
Señor Cautivo es un caserío peruano ubicado en el distrito de Tambogrande, perteneciente a la provincia y departamento de Piura, al norte del Perú. 

## Ubicación
Señor Cautivo se ubica al norte de la provincia de Piura, en el distrito de Tambogrande, en el departamento de Piura.

## Demografía
En 2017 Señor Cautivo tenía una población de 159 habitantes.